# Trømborg
Trømborg är en tätort och kyrkby i Indre Østfolds kommun i Østfold fylke i sydöstra Norge. Orten ligger där riksväg 22 möter fylkesväg 1240, söder om staden Mysen. Här finns Trømborgs kyrka. Tätorten hade 242 invånare den 1 januari 2022.
Tidigare har orten tillhört dåvarande Eidsbergs kommun.